# هوراس بيري
هوراس بيري (29 نوفمبر 1905 - 25 ديسمبر 1962) (بالإنجليزية: Horace Perry)‏ هو لاعب كريكت بريطاني (وحمل سابقاً جنسية المملكة المتحدة لبريطانيا العظمى وأيرلندا).